# Journée météorologique mondiale
Ne doit pas être confondu avec Journée mondiale de la métrologie.
La Journée météorologique mondiale fut créée par l'Organisation météorologique mondiale (OMM) pour célébrer la mise en œuvre de la convention qui l'a créée le 23 mars 1950,. Chaque année, un thème est choisi pour cette célébration dans tous les pays membres, le ou vers le 23 mars. Ce thème met en lumière la contribution des Services météorologiques et hydrologiques nationaux à la sécurité et au bien-être de la société. De nombreuses activités et manifestations différentes sont organisées à cette occasion.

## Histoire
L'Organisation météorologique mondiale (OMM), un organisme spécialisé des Nations unies, fut créé le 23 mars 1950 pour remplacer l'Organisation météorologique internationale. Elle devint opérationnelle en 1951 pour s'occuper des relations entre les membres dans les domaines de la météorologie, de l'hydrologie opérationnelle et des sciences de la Terre connexes, contribuant à la sécurité et au bien-être des personnes.
C'est en 1961 que la commémoration de cette fondation est formellement célébrée par la Journée mondiale de la météorologie,.

## Célébrations
De nombreuses activités et événements sont organisés à cette occasion : forums scientifiques et techniques, conférences, diverses expositions, symposiums et débats sur des sujets connexes. Certains événements sont également organisés pour mieux faire connaître la météorologie à travers les médias. De nombreux prix pour la recherche météorologique sont aussi décernés ou annoncés lors de la Journée météorologique mondiale, ou dans les jours proches, dont  :
- Prix de l'Organisation météorologique internationale ;
- Prix du professeur Dr. Vilho Väisälä ;
- Le prix international Norbert Gerbier-Mumm ;

De nombreux pays émettent des timbres-poste et des oblitérations du jour pour célébrer la Journée météorologique mondiale. Ils sont reliés au thème de l'année ou marquent les réalisations d'un pays dans le domaine de la météorologie. D'autres concours reliés au thème annuel sont également organisée, comme des concours de photographie.

## Thèmes annuels
La première Journée météorologique mondiale tenue en 1961 avait pour thème : « la météorologie ». À partir de l'année suivante des thèmes plus particuliers furent choisis. Ainsi en 1962, c'était la « Contribution de la météorologie à l'agriculture et à la production alimentaire ». Changeant chaque année, on trouve ci-dessous les thèmes des années récentes :
- En 2025 : Combler ensemble les lacunes en matière d'alertes précoces[8] ;
- En 2024 : En première ligne de l’action climatique[9] ;
- En 2023 : L’avenir du temps, du climat et de l’eau à travers les générations[10]
- En 2022 : Alertes précoces et actions rapides[11]
- En 2021 : L'océan, le temps et le climat[12]
- En 2020 : Le climat et l'eau[13]
- En 2019 : Le soleil, la terre et le temps[14] ;
- En 2018 : Journée météorologique mondiale – Temps et climat: prêts, parés![15]
- En 2017 : Comprendre les nuages[16] ;
- En 2016 : Plus chaud, plus sec, plus humide. Regardons l'avenir ;
- En 2015 : De la connaissance du climat à l'action pour le climat[17] ;
- En 2014 : Faire participer les jeunes à la météo et au climat ;
- En 2013 : Surveillez le temps qu'il faut pour protéger des vies et des biens[18] ;
- En 2012 : Temps, climat et eau, moteurs de notre avenir[19] ;
- En 2011 : Le climat et vous[20] ;
- En 2010 : 60 ans au service de votre sécurité et de votre bien-être[21] ;
- En 2009 : Météo, climat et air que nous respirons ;

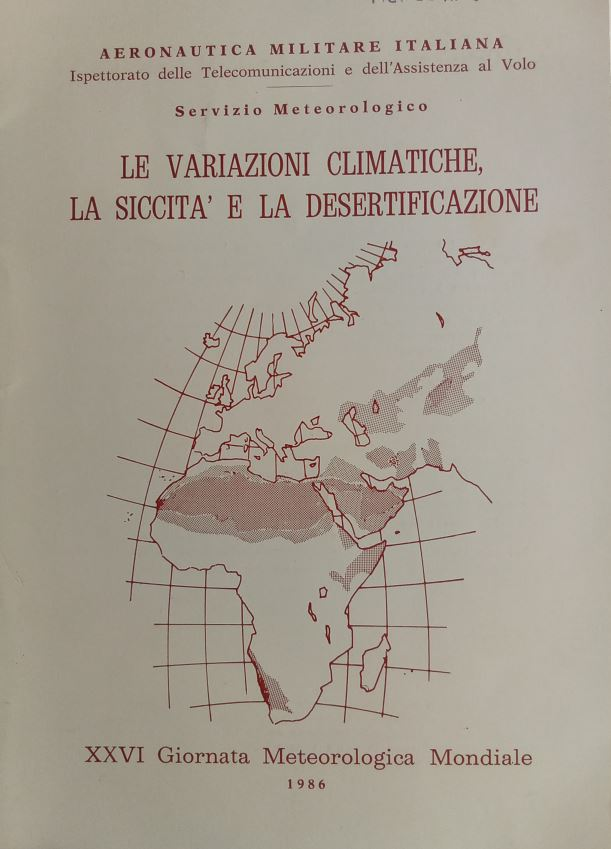
Brochure de la XXVIe Journée météorologique mondiale (1986).
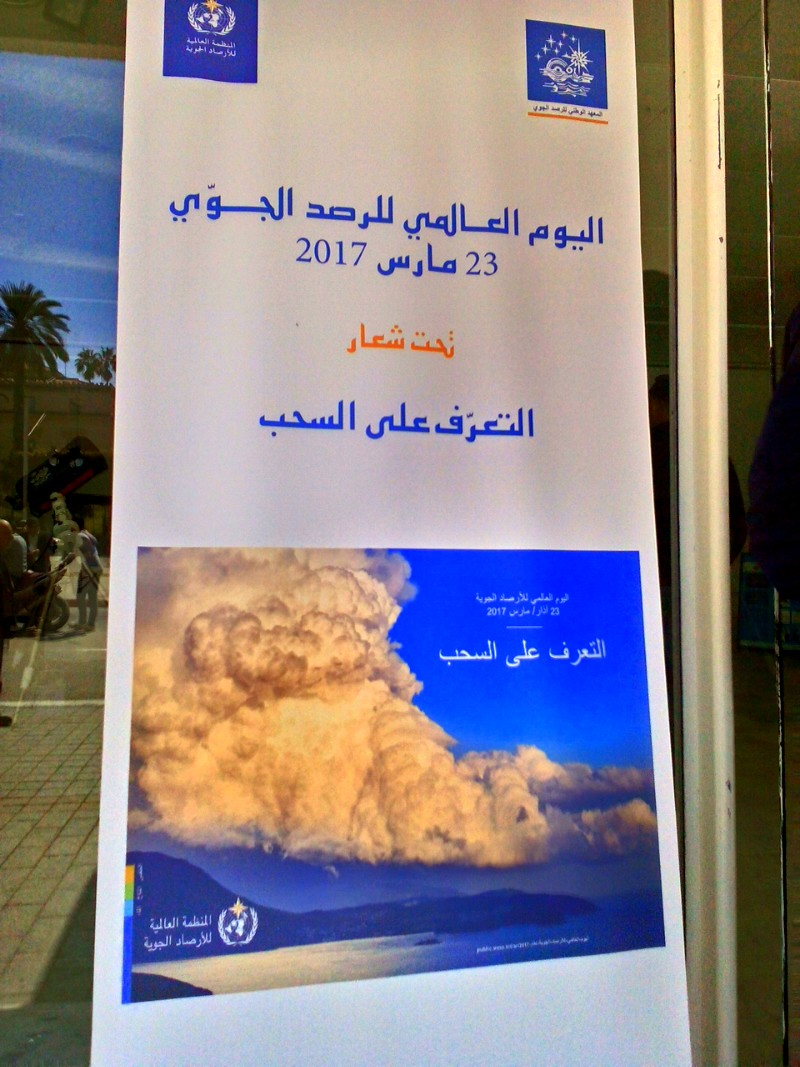
Affiche de la journée de 2017 à Tunis..
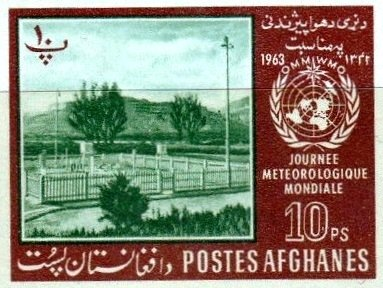
Timbre émis par l'Afghanistan en 1963 pour cette occasion.